# Timmermans-Opsomerhuis
Het Timmermans-Opsomerhuis was een museum gelegen te Lier, in de Belgische provincie Antwerpen. Het museum was tussen 1968 en 2018 gevestigd in het classicistische landhuis "De Groote Hofstadt" aan de Netelaan.
De verzameling van het museum betrof de geschiedenis van het Lierse 19e- en eerste helft 20e-eeuwse cultuurleven. Het was gewijd aan het leven en werk van kunstenaars die in Lier leefden en werken en was dan ook sterk verweven aan hun biologische patrimonium, waaronder:
- Felix Timmermans (1886-1947): werk in verschillende uitgaven, vertalingen, tekeningen, etsen, brieven, manuscripten, foto's, drukproeven, personalia, schilderijen, literatuur over leven en werk.
- Isidoor Opsomer (1878-1967): schilderijen, tekeningen, etsen, brieven, foto's, literatuur over leven en werk, personalia.
- Raymond de la Haye (1882-1914): schilderijen, tekeningen, etsen.
- Flor Van Reeth (1884-1975): schilderijen, tekeningen, documenten, foto's.
- Renaat Veremans (1894-1964): documenten, personalia.
- Anton Bergmann (1835-1874): werk in verschillende uitgaven, vertalingen, brieven, manuscripten, drukproeven, personalia.
- Lodewijk Van Boeckel (1857-1944): smeedwerk.

Eind augustus 2018 werd het museum gesloten en werd de collectie overgebracht naar het Stadsmuseum Lier. Het gebouw zelf werd eerst te koop gesteld, maar uiteindelijk besloot de stad het gebouw (voorlopig) toch niet te verkopen en een bestemmingsstudie op te starten.